# Graziano Delrio
Graziano Delrio, né le 27 avril 1960 à Reggio d'Émilie, est un homme politique italien, membre du Parti démocrate (PD). Il est ministre des Transports de 2015 à 2018.

## Biographie

### Formation et carrière
Il est titulaire d'une laurea de médecine et s'est spécialisé en endocrinologie. Il a obtenu ses diplômes à l'université de Modène et de Reggio d'Émilie, où il également enseignant-chercheur. Il s'est par ailleurs perfectionné dans ses études en Grande-Bretagne et Israël.

### Débuts en politique
Membre du Parti populaire italien (PPI), il se présente en juin 1999 aux élections municipales à Reggio d'Émilie, sur les listes de L'Olivier emmenées par Antonella Spaggiari. Il n'est pas élu, mais étant le premier des non-élus, il fait rapidement son entrée au conseil communal, du fait d'une démission.
Aux élections régionales du 16 avril 2000, il recueille plus de quatre mille voix de préférence et devient conseiller régional d'Émilie-Romagne. Il prend la présidence de la commission de la Santé et des Politiques sociales, puis il adhère en 2001 à Démocratie et liberté - La Marguerite (DL, successeur du PPI).

### Maire de Reggio d'Émilie
Lors des élections municipales des 12 et 13 juin 2004, il se présente comme chef de file de L'Olivier à Reggio d'Émilie et réussit parfaitement la succession de Spaggiari, l'emportant avec 63,2 % des suffrages exprimés dès le premier tour. C'est alors la première fois, depuis 1945, que le maire de la ville n'a pas milité au sein du Parti communiste italien (PCI).
Il est désigné vice-président de l'Association nationale des communes italiennes (ANCI) en 2005 et adhère, deux ans plus tard, au Parti démocrate (PD). Aux municipales des 6 et 7 juin 2009, il s'impose de nouveau au premier tour, mais avec 52,5 % des voix. Concurrencé par Spaggiari, soutenu par l'Union de Centre (UdC), il a également affronté deux candidats de droite, qui cumulent 33 % des suffrages.
Le 5 octobre 2011, il devient président de l'ANCI, remportant le vote par 89 voix contre 85 à Michele Emiliano, maire de Bari, issu également du PD, soutenu par les élus du Sud et Nichi Vendola.

### Ministre
Il est nommé, le 28 avril 2013, ministre pour les Affaires régionales et les Autonomies, sans portefeuille, dans le gouvernement d'union nationale dirigé par le nouveau président du Conseil démocrate Enrico Letta. Le 22 février 2014, il devient secrétaire d'État à la présidence du Conseil des ministres sous l'autorité de Matteo Renzi, successeur de Letta.
Le 2 avril 2015, Renzi le choisit pour prendre le poste de ministre des Infrastructures et des Transports, en remplacement de Maurizio Lupi. Membre du Nouveau Centre-droit (NCD), ce dernier a été contraint à la démission le 20 mars après des accusations de corruption.

### Vie privée
De confession catholique, il est père de neuf enfants.